# Gai
Gai (în maghiară Gáj) este unul din vechile cartiere ale municipiului Arad. Arad-Gai este în prezent unul din cele mai mari cartiere din oraș. 
În vechea cazarmă austro-ungară din cartier își are sediul modulul român al Batalionului Mixt Româno-Ungar de Menținere a Păcii.